# Балканска кампања (Други светски рат)
Балканска кампања представља део Другог светског рата у којем су силе Осовине извршиле напад на балканске државе Албанију, Југославију и Грчку у периоду од 1939. до 1941. године. Међутим, све до 1945. рат је трајао између сила Осовине и герилских покрета отпора у окупираним земљама Балкана.1944. године Црвена армија продире на Балкан што још више убрзава војнички пораз Немачке и њених савезника. После Другог светског рата скоро све земље Балкана (сем Грчке) постају комунистичке.

## Балкан између два рата

### Бугарска
Након Првог светског рата Бугарска је миром у Неију изгубила пограничне територије-Струмицу, Цариброд (данашњи Димитровград) и део око реке Тимок. Те територије су биле уступљене Краљевини СХС. Бугари су изгубили и Тракију коју су предали Грчкој. Иако је била војнички поражена, Бугарска се није тако лако мирила са губитком својих територија. У Македонији је већ 1919. почела да делује комитска организација која је била састављена од комита са територије Македоније или из саме Бугарске. Комитски упади и саботажа рада државних органа Краљевине СХС трајала је све до 1923. када је потписан Нишки споразум чиме су комитски упади из Бугарске престали. Бугарска је убрзо почела да се приближава Италији јер су ове две земље биле незадовољне одлукама Версаја. 30-их година Бугарска се више непријатељски иступа против Југославије и све више се приближава Немачкој и Италији које је на крају довело до потписивања протокола о приступању Бугарске Тројном пакту 1. марта 1941. године. У Балканској кампањи 1941. године бугарске снаге нису учествовале у нападу на Југославију и Грчку, али су немачке трупе са њене територије вршиле нападе на ове две земље.

### Италија
Италија је у Првом светском рату ушла на страну Савезника 1915. након потписивања Лондонског уговора по којем су Италији обећане територије које су биле у саставу Аустроугарске (Далмација и делови данашње Словеније). Међутим, на крају рата Италија није добила обећане територије јер је српска војска запосела јужнословенске крајеве све до Истре, а на крају ти крајеви су припали Краљевини СХС. Незадовољство због неиспуњена савезничких обећања и због тешке економске ситуације довело је до успона Бенита Мусолинија и његове фашистичке партије која је 1922. освојила власт.Мусолини је све време иступао против Југославије и успео је да анектира Ријеку 1924. године (пре тога је Рапалским споразумом из 1920. Краљевина СХС је предала Италији Истру, Задар, острва Црес, Лошињ, Ластово и Вис). Међутим, упркос овим уступцима од стране Краљевине СХС, Италија је наставила са агресивним приступом према Југославији и цео период између два рата је био обележен затегнутим односима измећу ове две земље. Италија је била једна од земаља које су покренуле Балканску кампању односно, она је прва пренела ратне сукобе на Балкан нападом на Албанију 1939. и на Грчку 1940.Југославију је напала у сарадњи са Немачком и Мађарском.

### Албанија
У периоду између два рата Албанија је пролазила кроз период нестабилности, а од 30-их година је била и под италијанским притиском. Првих година након завршетка Првог светског рата Албанија је била подељена на више фракција из које је на крају на врх албанске политичке сцене изашао Ахмет-бег Зогу који је дошао на власт 1924. уз помоћ југословенских граничних јединица.1928. Зогу се проглашава за краља Албаније. Његова владавина је окарактерисана потискивањем националних мањина у Албанији путем асимилације (српска и грчка мањина) као и приближавањем Италији са којом је потписана царинска унија 1934. Албанија је у том периоду била, на неки начин, база за ширење италијанског утицаја на Балкану. Италија је на крају извршила и агресију на Албанију 7. априла 1939. године.

### Југославија
1. децембра 1918. проглашена је Краљевина Срба, Хрвата и Словенаца. Ова држава је на неки начин била одбрамбени бедем који је спречавао експанзију реваншизма и иредентизма на Балкану. Од самог оснивања почеле су да се појављују супротности у политичко-друштвеним односима у новој држави. Српска струја је гледала на нову државу као на јединствену државу без унутрашњих граница (идеја троименог народа) док су хрватска и словеначка струја замишљале ову државу са федералним уређењем. Уз то Краљевина СХС је имала проблема и са суседним земљама око граница (Италија, Бугарска, Мађарска, Албанија и донекле Румунија). Италија је највише правила проблема Краљевини. Краљевина је била на ивици распада 1928. године када је дошло до убиства хрватских посланика у Народној скупштини. Овај догађај је из корена изменио српско-хрватске односе и, на дуже стазе, довео је и до коначног слома земље (мада су супротности које су се јавили након уједињена већ указивале на могућност распада или преуређења земље). Краљ Александар је највише радио на јединству земље, па је због тога био на мети екстремних хрватских и пробугарских организација што је довело до његовог убиства 9. октобра 1934. године. Последњих година мира Југославија је, под владом Милана Стојадиновића, покушала да се приближи силама Осовине. Југославија је потписала протокол о приступању Тројном Пакту 25. марта 1941. године, али је два дана касније извршен пуч што је изазвало да силе Осовине изврше напад на Југославију 6. априла 1941. године.

### Грчка
Грчка је у периоду између два рата имала проблема са Турском око питања граница што је на крају довело до рата у којем је Грчка била поражена. 1923. Грчка потписује споразум о размени становништва са Турском што доводи да се 1,5 милиона Грка из Мале Азије и Понта пресели у Грчку. 1924. у Грчкој је проглашена Друга република која је трајала до 1935. када је Георгиос Кондилис поново успоставио монархију. 1936. генерал Јоанис Метаксас успоставља диктатуру и он почиње са градњом Метаксасове линије дуж границе са Бугарском. Италија је извршила напад на Грчку из Албаније 28. октобра 1940. али је тај напад убрзо био заустављен и Грчка је прешла у противофанзиву што је довело до продора грчке војске у Албанију тако да је Хитлер био приморан да интервенише и да нападне Грчку 6. априла 1941. године

## Италијански напад на Албанију
7. априла 1939. године италијанске поморске, ваздушне и копнене снаге започеле су напад на Албанију. Албанска војска била је слабо организована и слабо опремљена тако да није могла да пружи јачи отпор италијанској армади. Једини јачи отпор је пружен у Драчу првог дана рата када је албански официр Мујо Улћинаку окупио око 360 људи ради пружања отпора. Погибијом Улћинакуа истог дана престаје и отпор у Драчу. Наредног дана Италијани улазе у Тирану, а краљ Зогу бежи из земље. Последњи отпор је сломљен 12. априла чиме је Албанија потпала под италијанску власт која ће се ту задржати до 1943. године када ће је заменити Немачка.

## Италијански напад на Грчку
Италијанске јединице су кренуле у наступале преко грчке границе 28. октобра 1940. године. Првих неколико дана Италијани су напредовали до Метсова и Конице, али грчка војска је онда покренула противудар што је изазвало повлачење италијанске војске назад преко границе. Грчка војска је у противудару заузела градове у јужној Албанији- Корчу, Химару, Ђирокастру и Саранду и напредовала је све до Берата. Италијанска војска се нашла у тешком положају па је морао да интервенише Хитлер. Пре његове интервенције, уништена је најбоља италијанска дивизија-"Тоскански вукови“ што је довело до пада морала у италијанској војсци. Након 6 месеци тешке позиције, стиже спас за Италијане- Хитлер покреће операцију „Марита“, напад на Грчку 6. априла 1941. Немачка војска је вештим маневрима успела да опколи највећи део грчке армије у два џепа што је довело до убрзаног расула и коначне капитулације грчке војске 23. априла 1941. године.

## Напад на Југославију
После пуча који је изведен 27. марта 1941. Хитлер је одлучио да казни Југославију због вероломства. 6. априла 1941. изведен је напад на Југославију бомбардовањем Београда као и нападом копнених снага из правца Аустрије, Италије, Мађарске, Румуније, Бугарске и Албаније. Овај рат је у историји познат као Априлски рат.10. априла проглашена је Независна Држава Хрватска што је убрзало распад југословенске војске. 12. априла немачке трупе улазе у Београд.15. априла краљ Петар и чланови владе напуштају земљу.Душан Симовић, председник владе, даје овлашћење позадинском генералу Данилу Калафатовићу да потпише капитулацију што се и десило 17. априла 1941. Југославија је подељена између Немачке, Италије, Мађарске, Бугарске. Остатак територије је припао марионетским државама-Независној Држави Хрватској и Великој Албанији.